# Alison Powers
Alison Powers, née le 14 décembre 1979 à Fraser, est une skieuse alpine et coureuse cycliste américaine. Elle a notamment été médaillée d'or du championnat panaméricain du contre-la-montre en 2007, championne des États-Unis sur route en 2014 et du contre-la-montre en 2008 et 2014 et lauréate du classement individuel de l'USA Cycling National Racing Calendar en 2009 et 2013. Elle a mis un terme à sa carrière cycliste à l'issue de la saison 2014.

## Biographie
Avant sa carrière de coureuse cycliste, Alison Powers pratique le ski alpin à haut niveau. En 1998 et 1999, elle participe aux championnats du monde juniors où elle termine troisième de l'épreuve de descente en 1999. Lors de la saison 1998-1999, elle remporte le classement général de la Coupe nord-américaine de ski alpin. Lors des saisons 1999-2000 et 2002-2003, elle dispute avec succès la Coupe d'Europe de ski alpin. En 2004, elle participe pour la première fois à une manche de Coupe du monde de ski alpin.
En 2006, Alison Powers remporte ses premiers succès en cyclisme. Elle remporte quatre étapes sur les principales courses du calendrier américain. L'année suivante, elle s'adjuge la victoire au championnat panaméricain du contre-la-montre avec 29 secondes d'avance sur la deuxième. Elle gagne également la Sequoia Cycling Classic et la deuxième étape du Tour de Toona. Lors des championnats du monde sur route 2007 de Stuttgart, elle se classe vingtième du contre-la-montre.
L'année 2008 la voit couronnée championne des États-Unis du contre-la-montre et vice-championne des États-Unis de poursuite individuelle et de course aux points en cyclisme sur piste. En 2009 et 2010, elle remporte la Joe Martin Stage Race, une course par étapes réputée. En 2011, elle chute lourdement lors des Redlands Bicycle Classic et subit une blessure à son coude, qui faillit la contraindre à arrêter sa carrière,.
En 2014, Alison Powers réalise un triplé en s'adjugeant les trois épreuves des championnats des États-Unis de cyclisme sur route, la course en ligne, le contre-la-montre et le critérium. Elle devient la première athlète américaine à réaliser ce triplé. Elle remporte également cette année-là le Tour de San Luis. Le 23 octobre 2014, elle annonce sa retraite sportive.

## Palmarès en ski alpin
- 1998-1999
  - Classement général de la Coupe nord-américaine
    - Vainqueur du classement du Super-G et vainqueur de deux manches
    - 3e du classement de la descente et vainqueur d'une manche

  -  Médaillée de bronze de la descente au championnat du monde juniors
- 1999-2000
  - Vainqueur du Super-G de Haus im Ennstal en Coupe d'Europe
- 2002-2003
  - Vainqueur de la descente de Megève en Coupe d'Europe

## Palmarès en cyclisme sur route
- 2006
  - 4e étape du Tour of the Gila
  - 1re et 5e étapes de la Mount Hood Classic
  - 1re étape du Tour de Toona
- 2007
  -  Médaillée d'or du championnat panaméricain du contre-la-montre
  - Sequoia Cycling Classic
  - 2e étape du Tour de Toona
  - 3e du Mémorial Davide Fardelli
- 2008
  -  Championne des États-Unis du contre-la-montre
- 2009
  - USA Cycling National Racing Calendar
  - 3e étape de la Redlands Bicycle Classic
  - Joe Martin Stage Race :
    - Classement général
    - 1re et 4e étape

  - 2e du Tour of the Gila
  - 3e de la Redlands Bicycle Classic
  - 3e de la Nature Valley Grand Prix
  - 3e du championnat des États-Unis du contre-la-montre
- 2010
  - Prologue de la Cascade Classic
  - Course en circuit de la Sea Otter Classic
  - Joe Martin Stage Race
- 2012
  - Sea Otter Classic
  - 3e du championnat des États-Unis du contre-la-montre
- 2013
  - USA Cycling National Racing Calendar
  - 3e du championnat des États-Unis sur route
  - 3e du championnat des États-Unis du contre-la-montre
- 2014
  -  Championne des États-Unis sur route
  -  Championne des États-Unis du contre-la-montre
  -  Championne des États-Unis du critérium
  - Tour féminin de San Luis :
    - Classement général
    - 3e étape

  - 8e du championnat du monde du contre-la-montre

## Palmarès en cyclisme sur piste

### Championnats des États-Unis
- 2008
  - 2e de la poursuite
  - 2e de la course aux points